# 1908 ve fotografii

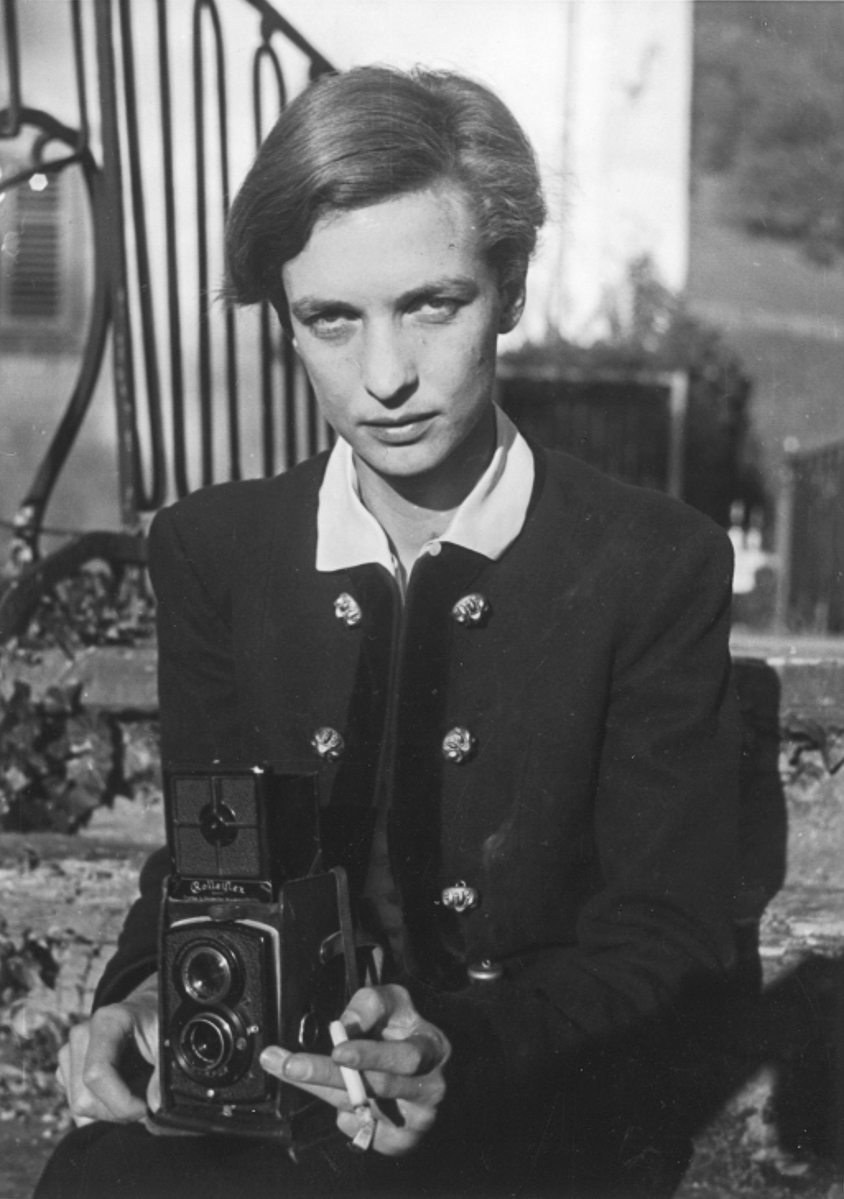
V tomto roce se narodila Annemarie Schwarzenbach, švýcarská spisovatelka, novinářka, fotografka a cestovatelka

Tento článek obsahuje významné fotografické události v roce 1908.

## Události

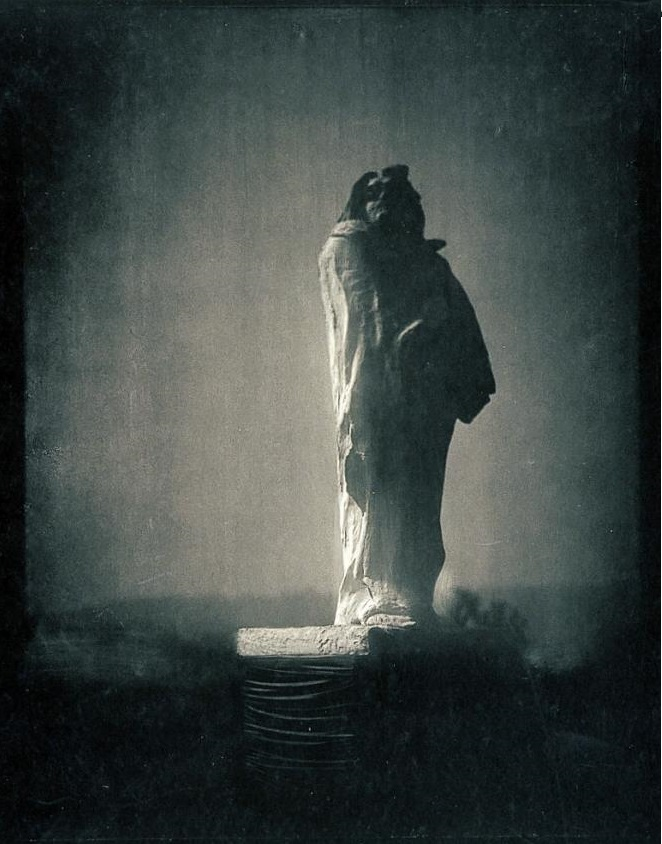
Americký fotograf Edward Steichen pořídil piktorialistickou fotografii Balzac, the Open Sky

- Byl pantentován barevný film se třemi vrstvami.
- Americký fotograf Edward Steichen pořídil piktorialistickou fotografii Balzac, the Open Sky

## Narození v roce 1908
- 9. února – Paul A. Røstad, norský fotograf († 2. července 1986)
- 29. února – Pierre Boucher, francouzský fotograf († 27. listopadu 2000)
- 19. března – George Rodger, britský fotožurnalista († 1995)
- 25. dubna – Vilém Reichmann, český fotograf († 15. června 1991)
- 2. května – Liselotte Grschebina, izraelská fotografka († 14. června 1994)
- 21. května – František Seidel (Franz Seidel), český portrétní a krajinářský fotograf (jeho otcem byl Josef Seidel) († 7. ledna 1997)
- 23. května – Annemarie Schwarzenbach, švýcarská spisovatelka, novinářka, fotografka a cestovatelka († 15. listopadu 1942)
- 29. května – René-Jacques, francouzský fotograf († 6. července 2003)
- 9. července – Minor White, americký fotograf, teoretik, kritik a pedagog († 24. června 1976)
- 15. července – Karol Skřipský, slovenský dokumentarista a fotograf († 10. března 1993)
- 11. srpna – Paolo Monti, italský fotograf známý svou fotografií architektury († 29. listopadu 1982)
- 22. srpna – Henri Cartier-Bresson, francouzský fotograf († 3. srpna 2004)
- 11. září – Liselotte Strelow, německá fotografka († 30. září 1981)
- 10. října – Vasil Ristani, albánský fotograf († 1989)
- 3. listopadu – Viktor Antonovič Ťomin, sovětský fotograf a fotoreportér († 9. ledna 1987)
- 28. listopadu – Claude Lévi–Strauss, francouzský fotograf († 30. října 2009)
- 14. prosince – Eugeniusz Lokajski, polský sportovec, fotograf, účastník Varšavského povstání († 25. září 1944)
- 19. prosince – Gisèle Freundová, francouzská fotografka německého původu († 31. března 2000)
- 23. prosince – Yousuf Karsh, kanadský fotograf původem z Arménie († 13. července 2002)
- 28. prosince – Paul Guermonprez, belgicko-nizozemský fotograf a odbojář († 10. června 1944)
- ? – Roger Corbeau, francouzský fotograf († ?)
- ? – Kijoši Koiši, japonský fotograf († ?)
- ? – Nancy Newhallová, americká kritička fotografie, nejznámější texty doprovázející fotografie Ansela Adamse a Edwarda Westona (9. května 1908 – 7. července 1974)
- ? – Zdenka Datheil (roz. Nelly Zdenka Arnoštová), francouzská malířka a fotografka československého původu (26. prosince 1908 – 27. srpna 2000)
- ? – Vera Elkanová, jihoafrická fotografka známá svými snímky mezinárodních brigád ve španělské občanské válce (29. května 1908 – 2008)
- ? – István Rácz, maďarský badatel, fotograf, novinář, polyglot, překladatel a publicista působící většinu života ve Finsku (11. července 1908 – 13. prosinec 1998)

## Úmrtí v roce 1908
- 19. ledna – Georgi Dančov, bulharský obrozenecký umělec, revolucionář a fotograf (* 27. července 1846)
- 17. července – James Bragge, novozélandský fotograf (* 1833)
- ? – Dimitar Kavra, řecko-bulharský fotograf, majitel prvního fotoateliéru v Plovdivu (* 1835)
- ? – Augustus Le Plongeon, britský fotograf, archeolog, antikvariář, cestovatel a spisovatel (4. května 1825 – 13. prosince 1908)
- ? – Francisco Zagala, španělský fotograf (* ?)
- ? – Victor Camus, francouzský fotograf (* ?)